# Albuca shawii
Albuca shawii är en sparrisväxtart som beskrevs av John Gilbert Baker. Albuca shawii ingår i släktet Albuca och familjen sparrisväxter. Inga underarter finns listade i Catalogue of Life.